# Великий Туриш
Вели́кий Тури́ш (рос. Большой Турыш) — село у складі Красноуфімського міського округу (Натальїнськ) Свердловської області.
Населення — 555 осіб (2010, 558 у 2002).
Національний склад станом на 2002 рік: татари — 88 %.